# Rafael Arumí i Cebrian
Rafael Arumí i Cebrian (Barcelona, 5 de febrer de 1962) és un exfutbolista català de les dècades de 1980 i 1990.

## Trajectòria
Passà pel futbol base del FC Barcelona, arribant a jugar el Barcelona Atlètic, el filial del primer equip, tres temporades a Segona Divisió. La temporada 1985-86 fou cedit al CE Manacor. La següent temporada fitxà per la UE Lleida, on jugà durant cinc temporades, tres d'elles a Segona. El 1996 signà pel Gimnàstic de Tarragona, on visqué cinc noves temporades, tres a Segona B. L'any 1996 fitxà per la UE Tàrrega, club on jugà durant sis temporades, acabant la seva carrera a la UE Fraga.